# Atumpucro
Atumpucro fu una città dei Chachapoyas situata sulle rive occidentali del fiume Utcubamba, nella provincia di Luya, in Perù.

## Caratteristiche
La città si estende per più di due ettari, a una quota di oltre mille metri, sull'omonima montagna di Atumpucro, a ridosso del fiume Utcubamba. Il sito archeologico consta di numerosi edifici, circa centocinquanta, molti dei quali a pianta circolare, secondo la tradizione architettonica dei Chachapoyas. Le strutture sono edificate su grandi terrazzamenti scavati lungo il costone della montagna, e presentano nicchie, finestre di forma rettangolare e varie decorazioni a fregio. L'antica città è circondata da una cinta muraria lunga cinquanta metri e larga tre.

## Scoperta
La città è stata scoperta da un fotografo locale, Martín Chumbe, e dal sindaco del distretto di San Juan de Lopecancha, durante un'esplorazione della foresta amazzonica.